# Olotelus
Olotelus is een geslacht van kevers uit de familie  
kniptorren (Elateridae).
Het geslacht is voor het eerst wetenschappelijk beschreven in 1851 door Solier.

## Soorten
Het geslacht omvat de volgende soorten:
- Olotelus femoralis Solier, 1851
- Olotelus mixaderoides Baguena, 1962